# Oliebrand

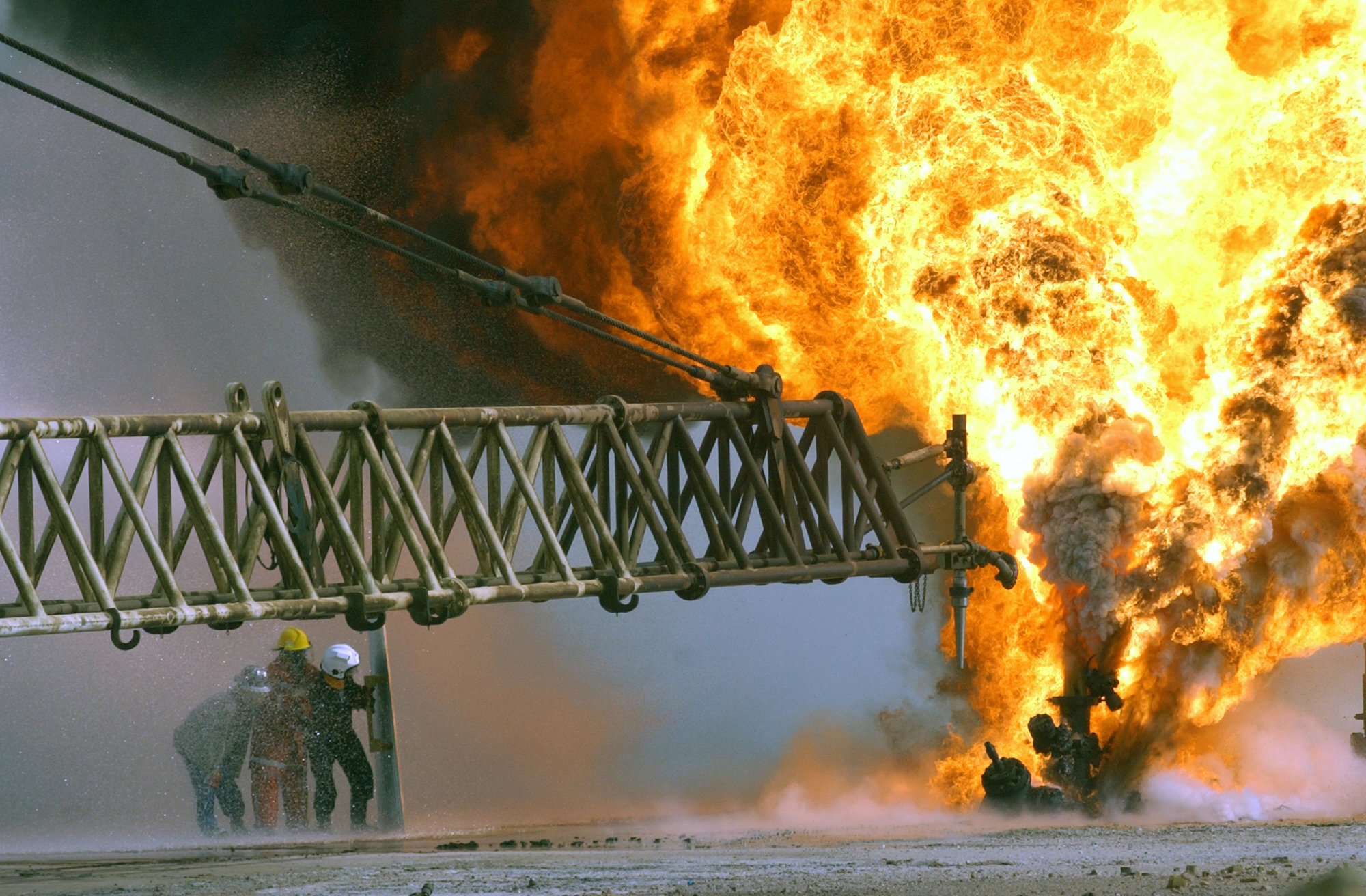
Koeweitse brandweermannen proberen een oliebrand in zuid-Irak te blussen tijdens de Irakoorlog in 2003

Een oliebrand is een brand waarbij een ontvlambare vloeistof brandt. Een voorbeeld hiervan is de vlam-in-de-pan, maar ook stookolie die op het water drijft kan vlam vatten. Dit gebeurde in 1951 in de Koningin Wilhelminahaven in Vlaardingen, waar de brand leidde tot het zwaarste brandweerongeval in de Nederlandse geschiedenis. Een ander voorbeeld is dat van brandende oliebronnen, zoals tijdens de Golfoorlog in Koeweit door het verslagen Irakese regime waren gesticht.

## Blussen
Een oliebrand kan niet met een waterstraal worden geblust, omdat het water doorgaans zwaarder is dan de te blussen vloeistof en daardoor de brandhaard niet afdekt. In het ergste geval ontstaat stoom die de brandende vloeistof met grote kracht in de omgeving verspreidt. Om de branddriehoek te verbreken kan de zuurstof worden weggenomen door te blussen met schuim dat op de vloeistof drijft, of door een onbrandbaar gas dat zwaarder is dan lucht maar lichter dan de brandende vloeistof, zoals kooldioxide. Eventueel kan een waternevel worden toegepast. Bij kleine branden is het soms mogelijk de brandhaard af te dekken met een niet of slecht brandbare afdekking, zoals het schuiven van een deksel op een pan met brandende olie of vet. Meerdere oliebranden in Koeweit zijn geblust door de in oliebranden gespecialiseerde brandweerman Red Adair, die onconventionele middelen bedacht en gebruikte om de branden te blussen, zoals het gebruik van explosieven en vloeibaar beton.